# Neoclytus scutellaris
Espèce
Synonymes
- Callidium scutellare Olivier, 1790
- Clytus elegans Haldeman, 1847
- Clytus luscus var. scutellaris (Olivier) White, 1855
- Clytus scutellaris (Olivier) Schönherr, 1817

Neoclytus scutellaris est une espèce d'insectes coléoptères de la famille des cérambycidés. On la trouve aux États-Unis.